# Serixia thailandensis
Serixia thailandensis là một loài bọ cánh cứng trong họ Cerambycidae.